# Liste der Kulturdenkmale in Angern

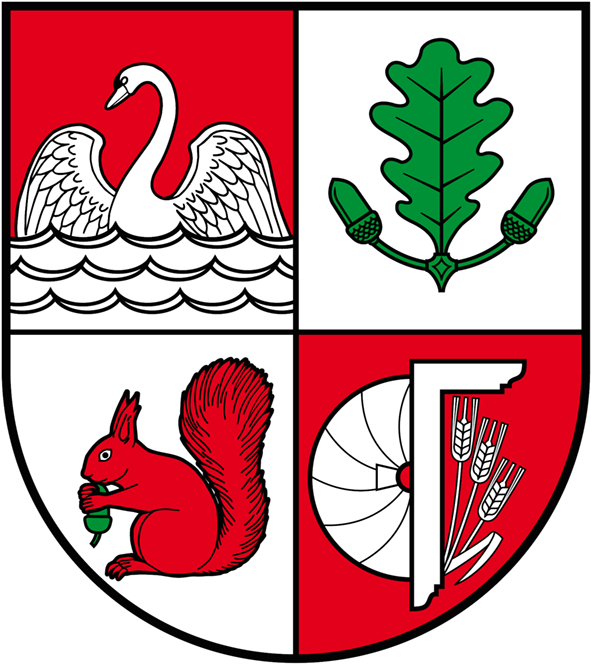
Wappen der Gemeinde Angern

In der Liste der Kulturdenkmale in Angern sind alle Kulturdenkmale der Gemeinde Angern und ihrer Ortsteile aufgelistet. Grundlage ist das Denkmalverzeichnis des Landes Sachsen-Anhalt, das auf Basis des Denkmalschutzgesetzes des Landes Sachsen-Anhalt vom 21. Oktober 1991 durch das Landesamt für Denkmalpflege und Archäologie Sachsen-Anhalt erstellt und seither laufend ergänzt wurde (Stand: 31. Dezember 2021).

## Kulturdenkmale nach Ortsteilen

### Angern
| Lage                                        | Bezeichnung             | Beschreibung                                                            | Erfassungs- nummer | Ausweisungsart               | Bild                 |
| ------------------------------------------- | ----------------------- | ----------------------------------------------------------------------- | ------------------ | ---------------------------- | -------------------- |
| Alte Dorfstraße 2 (Karte)                   | Wohn- und Geschäftshaus | Wohnhaus                                                                | 094 15910          | Baudenkmal                   | BW                   |
| Alte Dorfstraße 24 (Karte)                  | Wohnhaus                | ehemaliges Kutscherhaus des Schlosses                                   | 094 15909          | Baudenkmal                   | BW                   |
| Alte Dorfstraße 26 (Karte)                  | Kirche                  | Saalbau mit Westturm und Dreifenstergruppe im Osten, reiche Ausstattung | 094 15914          | Baudenkmal                   | BW                   |
| Alte Dorfstraße 26 auf dem Friedhof (Karte) | Kriegerdenkmal          |                                                                         | 094 75094          | Baudenkmal                   | BW                   |
| Alte Dorfstraße 37 (Karte)                  | Wasserschloss Angern    | Schloss                                                                 | 094 15913          | Baudenkmal                   | Wasserschloss Angern |
| Alte Dorfstraße 37 (Karte)                  | Park                    | Park                                                                    | 094 15913 001      | Teilobjekt eines Baudenkmals | BW                   |
| Bruchstraße 15 (Karte)                      | Schäferei               | Schäferei                                                               | 094 75100          | Baudenkmal                   | BW                   |
| Bruchstraße 15 (Karte)                      | Wohnhaus Bruchstraße 15 | Wohnhaus, am 17. August 2016 als Denkmal ausgewiesen                    |                    | Baudenkmal                   | BW                   |
| Bruchstraße 72 (Karte)                      | Motor                   |                                                                         | 094 70501          | Baudenkmal                   | BW                   |
| Friedensstraße 59 (Karte)                   | Wohnhaus                |                                                                         | 094 15912          | Baudenkmal                   | BW                   |
| Friedensstraße 72 (Karte)                   | Mühle                   | Motormühle                                                              | 094 70230          | Baudenkmal                   | BW                   |

### Bertingen
| Lage                                    | Bezeichnung      | Beschreibung                 | Erfassungs- nummer | Ausweisungsart | Bild      |
| --------------------------------------- | ---------------- | ---------------------------- | ------------------ | -------------- | --------- |
| Dorfstraße (Karte)                      | Distanzstein     | Preußischer Postmeilenwürfel | 094 83314          | Baudenkmal     | BW        |
| Dorfstraße 20 (Karte)                   | Kirche           |                              | 094 83312          | Baudenkmal     | BW        |
| Dorfstraße (Karte)                      | Kriegerdenkmal   |                              | 094 83311          | Baudenkmal     | BW        |
| Dorfstraße 5 (Karte)                    | Landarbeiterhaus |                              | 094 83315          | Baudenkmal     | BW        |
| Dorfstraße 20 (Karte)                   | Wohnhof          |                              | 094 83316          | Baudenkmal     | BW        |
| Dorfstraße 22 (Karte)                   | Pfarrhaus        | altes Pfarrhaus              | 094 83319          | Baudenkmal     | BW        |
| Dorfstraße 22 (Karte)                   | Pfarrhaus        |                              | 094 83320          | Baudenkmal     | BW        |
| Dorfstraße 25 (Karte)                   | Bauernhof        |                              | 094 18100          | Baudenkmal     | Bauernhof |
| Dorfstraße 26 (Karte)                   | Bauernhof        |                              | 094 83321          | Baudenkmal     | Bauernhof |
| Dorfstraße 29 (Karte)                   | Wohnhof          |                              | 094 83317          | Baudenkmal     | Wohnhof   |
| Dorfstraße 6, 8, 10, 12, 14, 16 (Karte) | Häusergruppe     |                              | 094 83318          | Baudenkmal     | BW        |

### Mahlwinkel
| Lage                                                       | Bezeichnung    | Beschreibung | Erfassungs- nummer | Ausweisungsart | Bild           |
| ---------------------------------------------------------- | -------------- | --- | ------------------ | -------------- | -------------- |
| Bahnhofstraße 7, Bertinger Straße, Cobbeler Straße (Karte) | Bahnhof        | Zum Komplex gehören mehrere Bauten aus dunklem Backstein. Das Empfangsgebäude auf der Westseite der Gleise, eine Wasserstation südwestlich davon und zwei Stellwerke im nördlichen und südlichen Bahnhofsbereich. Alle Gebäude stehen leer (Stand 2023). | 094 75645          | Baudenkmal     | Weitere Bilder |
| Birkholzer Straße 10 (Karte)                               | Schule         | Dorfschule | 094 75644          | Baudenkmal     | BW             |
| Cobbeler Straße Ecke Birkholzer Straße (Karte)             | Kriegerdenkmal | | 094 75642          | Baudenkmal     | BW             |
| Dorfstraße Ecke Bahnhofstraße (Karte)                      | Distanzstein   | | 094 75643          | Baudenkmal     | Distanzstein   |
| Uchtdorfer Straße 4 (Karte)                                | Kirche         | | 094 70678          | Baudenkmal     | BW             |

### Wenddorf
| Lage                                         | Bezeichnung    | Beschreibung | Erfassungs- nummer | Ausweisungsart | Bild   |
| -------------------------------------------- | -------------- | ------------ | ------------------ | -------------- | ------ |
| Dorfstraße Ortsmitte (Karte)                 | Kirche         |              | 094 70362          | Baudenkmal     | Kirche |
| Dorfstraße Ortsmitte, vor der Kirche (Karte) | Kriegerdenkmal |              | 094 70364          | Baudenkmal     | BW     |

### Zibberick
| Lage               | Bezeichnung | Beschreibung | Erfassungs- nummer | Ausweisungsart | Bild |
| ------------------ | ----------- | ------------ | ------------------ | -------------- | ---- |
| Dorfstraße (Karte) | Kirche      |              | 094 75641          | Baudenkmal     | BW   |

## Legende
In den Spalten befinden sich folgende Informationen:
- Lage: Nennt den Straßennamen und wenn vorhanden die Hausnummer des Kulturdenkmals. Die Grundsortierung der Liste erfolgt nach dieser Adresse. Der Link „Karte“ führt zu verschiedenen Kartendarstellungen und nennt die geographischen Koordinaten.
Link zu einem Kartenansichtstool, um Koordinaten zu setzen. In der Kartenansicht sind Baudenkmale ohne Koordinaten mit einem roten bzw. orangen Marker dargestellt und können in der Karte gesetzt werden. Baudenkmale ohne Bild sind mit einem blauen bzw. roten Marker gekennzeichnet, Baudenkmale mit Bild mit einem grünen bzw. orangen Marker.
- Offizielle Bezeichnung: Nennt den Namen, die Bezeichnung oder zumindest die Art des Kulturdenkmals und verlinkt, soweit vorhanden, auf den Artikel zum Objekt.
- Beschreibung: Nennt bauliche und geschichtliche Einzelheiten des Kulturdenkmals, vorzugsweise die Denkmaleigenschaften.
- Erfassungsnummer: Für jedes Kulturdenkmal wird in Sachsen-Anhalt eine 20stellige Erfassungsnummer vergeben. Die letzten zwölf Ziffern werden für die Untergliederung nach Teilobjekten genutzt und werden nur angegeben, soweit vergeben. In dieser Spalte kann sich folgendes Icon  befinden, dies führt zu Angaben zu diesem Baudenkmal bei Wikidata.
- Ausweisungsart: Die Einordnung des Denkmales nach § 2 Abs. 2 DenkmSchG LSA
- Bild: Ein Bild des Denkmales, und gegebenenfalls einen Link zu weiteren Fotos des Kulturdenkmals im Medienarchiv Wikimedia Commons. Wenn man auf das Kamerasymbol klickt, können Fotos zu Kulturdenkmalen aus dieser Liste hochgeladen werden: